# Sony α550
La Sony α550 è una fotocamera reflex introdotta il 27 agosto 2009.
Provvista di sensore da 14,2 megapixel CMOS e con tecnologia Exmor è una fotocamera amatoriale "entry-level" con sensore formato APS-C.
È presente la modalità Auto HDR, che cattura una vasta gamma di ombre e luci particolari nei paesaggi, interni e altre scene. In precedenza questa tecnica era accessibile solo agli appassionati dotati di un treppiede e un software di elaborazione delle immagini, HDR (High Dynamic Range) è una tecnica specializzata che unisce due cornici sparato a diverse impostazioni di esposizione.

## α500
Sempre il 27 agosto 2009 Sony ha presentato la α500. Quasi uguale esteticamente, l'Alpha 500 è però dotata di sensore da 12,3 megapixel, inoltre l'α500 dispone di un display da 3,0" e 230.000 punti di risoluzione, mentre la sorella maggiore, la A550 dispone di una maggiore risoluzione: 921.000 punti, mantenendo i 3 pollici di diagonale. L'LCD in entrambi i casi è inclinabile in alto o in basso fino a 90 gradi. Anche la alpha 500 dispone della modalità Auto HDR.